# Mission Bay

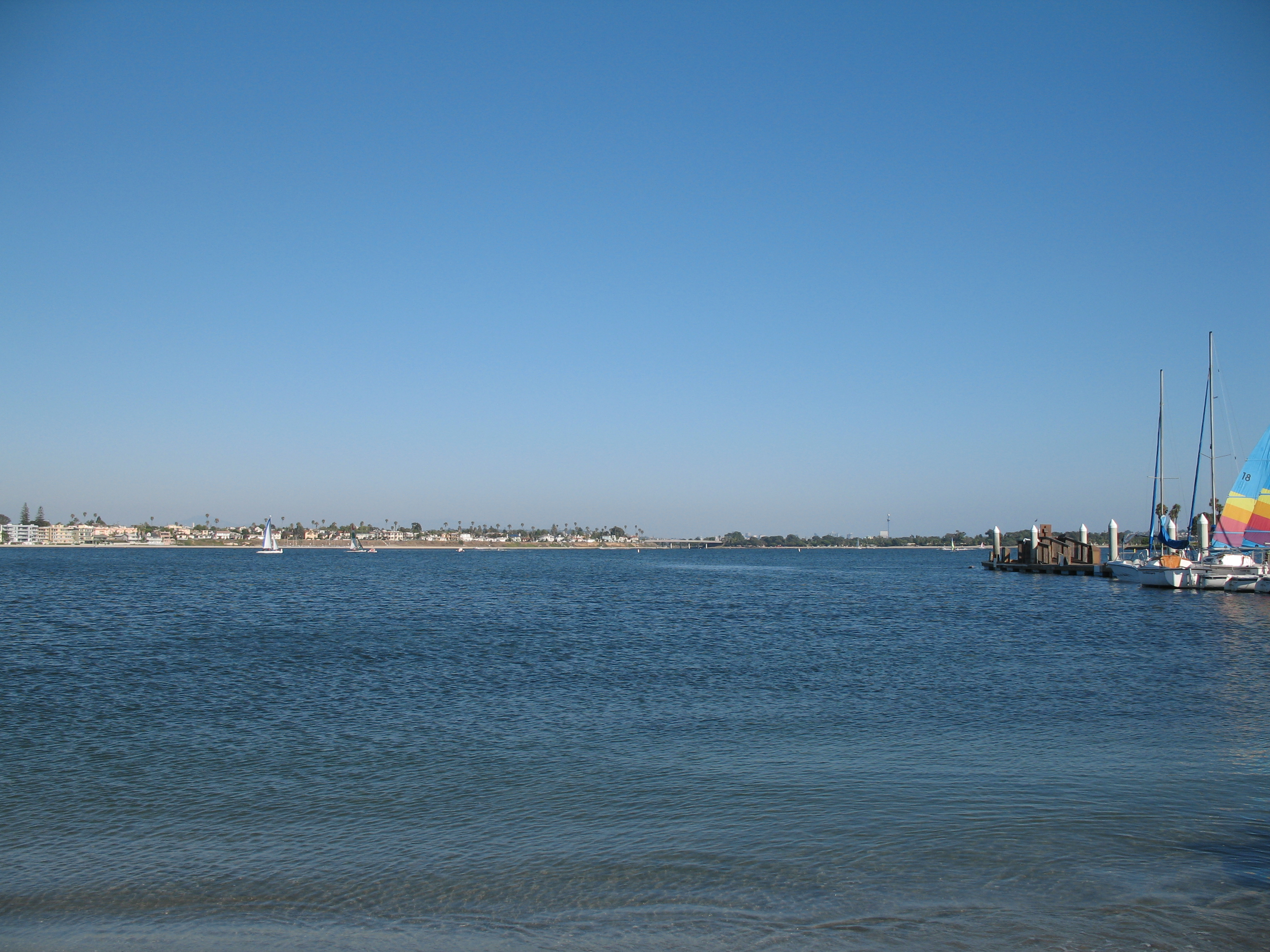
Mission Bay

Mission Bay är en vik belägen vid södra delen av Pacific Beach i San Diego, Kalifornien.